# William Hammond
Ne doit pas être confondu avec William Alexander Hammond.
William Robert "Bill" Hammond, né le 2 juillet 1886 à Eastbourne et mort le 13 janvier 1960 à Coventry, est un coureur cycliste britannique.

## Biographie
En 1912, aux Jeux olympiques de Stockholm, il termine 22e de la course sur route, ce qui lui permet de remporter la médaille d'argent au classement par équipes avec Freddie Grubb, Leonard Meredith et Charles Moss.

## Palmarès
- 1912
  -  Médaillé d'argent de la course par équipes aux Jeux olympiques de Stockholm (avec Freddie Grubb, Leonard Meredith et Charles Moss)